# Nivanh Chanthara
Ne doit pas être confondu avec Chantharath.
Nivanh Chanthara est un artiste, concept artist, illustrateur, graffiti artist français,.

## Biographie
Graffiti artiste sous le nom de Duster 132, il rejoint comme concept artist, Eidos Montréal, Image Comics, Media Rights Capital, Revision Military, DreamWorks SKG, 20th Century Fox, Alive and Kicking et Adult Swim.

## Filmographie (concept artist)
Cinéma
- 2015 : Le Labyrinthe : La Terre brûlée
- 2017 : Ghost in the Shell[5]
- 2018 : Kin : Le Commencement
- 2019 : Body Cam
- 2019 : Terminator: Dark Fate
- 2020 : Bloodshot
- 2021 : Dune[6]

Télévision
- 2017 : American Gods

Court métrage
- 2018 : The Shipment